# Bracon hancocki
Bracon hancocki är en stekelart som först beskrevs av Wilkinson 1927.  Bracon hancocki ingår i släktet Bracon och familjen bracksteklar. Inga underarter finns listade.